# Abebe Mekonnen
Pour les articles homonymes, voir Mekonnen.
Abebe Mekonnen, né le 9 janvier 1964, est un coureur de fond éthiopien spécialisé en marathon. Il a notamment remporté le marathon de Boston en 1989 et est vice-champion du monde de cross-country 1986.

## Biographie
Né en 1964, Abebe grandit en rêvant des exploits d'Abebe Bikila et de Mamo Wolde. Vivant dans un contexte difficile durant la période des guerres civiles, Abebe se focalise sur ses héros et se réfugie dans le sport.
Abebe connaît son premier grand succès en 1984 en décrochant la médaille d'argent sur le marathon des Jeux de l'Amitié à Moscou derrière son compatriote Dereje Nedi. Il prend part à la première édition de la Coupe du monde de marathon l'année suivante à Hiroshima. Courant 2 h 9 min 5 s, il termine meilleur Éthiopien en cinquième position et remporte la médaille de bronze au classement par équipes.
Il explose sur la scène internationale en 1986. Prenant part aux championnats du monde de cross-country à Colombier, il livre un excellent duel face au vainqueur surprise John Ngugi. Malgré une excellente remontée en fin de course, Abebe doit se contenter de la médaille d'argent. Il double la mise au classement par équipes,. Il prouve ensuite sa valeur sur marathon en s'imposant à Rotterdam, battant de peu son compatriote Belayneh Dinsamo. Il remporte ensuite les marathons d'Addis-Abeba puis de Montréal,. Le 27 juillet, il est invité à participer à la course de montagne Sierre-Crans-Montana. Sans expérience de ce genre d'épreuve, il prend un départ prudent, observant ses adversaires. Se sentant en confiance, il accélère le rythme et mène la course en tête pour s'offrir la victoire et battant de sept secondes le précédent record du parcours détenu par Karel Lismont. À la suite de cette performance, il reçoit une invitation pour courir Sierre-Zinal. Il ne prend finalement pas le départ, ses entraîneurs ayant demandé une commission substantielle que les organisateurs n'ont pas pu honorer. Le 30 novembre, il prend part au Challenge mondial de relais sur route à Hiroshima. Menée par l'équipe britannique, l'Éthiopie pointe en deuxième position avant qu'Abebe entame le dernier relais. Son coéquipier Feyisa Melese peine à finir son relais et se fait doubler par le coureur océanien. Entamant son relais avec 41 secondes de retard sur le leader, Abebe parvient à rattraper Karl Harrison et lors des derniers 500 mètres parvient à le doubler pour remporter le titre.
Le 22 mars 1987, il s'élance comme grand rival des Kényans aux championnats du monde de cross-country à Varsovie. Tandis que John Ngugi s'envole vers son deuxième titre, emmenant dans son sillage son compatriote Paul Kipkoech, Abebe semble se diriger vers la médaille de bronze mais se fait coiffer au poteau par le Français Paul Arpin. Il remporte tout de même le bronze au classement par équipes. Le 17 mai, il s'élance sur un rythme élevé au marathon de Paris pour tenter de battre le record du parcours. Seul en tête, il faiblit à mi-parcours mais remporte facilement la victoire, ayant pris une avance confortable. Le 11 août, il s'illustre sur piste en décrochant la médaille d'argent du 10 000 mètres aux Jeux africains à Nairobi, battant de peu le Kényan Some Muge.
Il connaît une excellente saison 1988 sur marathon. Le 14 février, il remporte le marathon international de Tokyo en améliorant son record personnel en 2 h 8 min 33 s. Il se voit refuser sa participation au marathon de Boston sous prétexte qu'un athlète Sud-Africain y est engagé et doit faire une croix sur ses rêves de participer aux Jeux olympiques, l'Éthiopie ayant à nouveau décidé de boycotter les Jeux. Le 16 octobre, il s'impose au marathon de Pékin en 2 h 7 min 35 s, signant ainsi la cinquième meilleure performance de tous les temps.
Le 17 avril 1989, il prend le départ du marathon de Boston. Mené dans un premier temps par le Tanzanien Simon Robert Haali, Abebe se retrouve aux avant-postes aux côtés du Kényan Ibrahim Hussein et du Tanzanien Juma Ikangaa. En seconde partie de course, Abebe et Juma prennent les commandes et s'échangent la tête à plusieurs reprises. Connaissant les bonnes fins de courses de son adversaire, Abebe creuse l'écart dans les trois derniers kilomètres pour conserver l'avantage. Il s'impose en 2 h 9 min 6 s, devenant le premier Éthiopien et le deuxième Africain après Ibrahim Hussein l'année précédente à remporter l'épreuve mythique,,.
Abebe remporte sa deuxième victoire au marathon de Tokyo en 1991. Le 15 avril, il livre un duel serré en première partie de course avec le Kényan Douglas Wakiihuri au marathon de Boston. Tandis que ce dernier craque en seconde partie de course, Abebe ne voit pas la remontée d'Ibrahim Hussein qui le double en fin de course et s'impose avec seize secondes d'avance.
En 1992, Abebe participe enfin aux Jeux olympiques à Barcelone. Engagé sur le marathon mais n'étant plus au sommet de sa forme, il craque et abandonne. Il prend part à sa seconde Olympiade en 1996 à Atlanta où il termine 81e du marathon.
Abebe devient par la suite entraîneur et prodigue ses conseils jusqu'au Japon.
Abebe a détenu le record du nombre de marathons courus en moins de 2 h 12 avec 22 résultats à son actif avant d'être battu par Yuki Kawauchi en 2017.

## Palmarès

### Route/cross
| Année | Compétition                            | Lieu          | Place | Épreuve       | Temps           |
| ----- | -------------------------------------- | ------------- | ----- | ------------- | --------------- |
| 1984  | Marathon de Munich                     | Munich        | 2e    | Marathon      | 2 h 15 min 40 s |
| 1984  | Jeux de l'Amitié                       | Moscou        | 2e    | Marathon      | 2 h 11 min 30 s |
| 1985  | Marathon international de Tokyo        | Tokyo         | 4e    | Marathon      | 2 h 12 min 39 s |
| 1985  | Coupe du monde de marathon             | Hiroshima     | 5e    | Marathon      | 2 h 9 min 5 s   |
| 1985  | Marathon de Montréal                   | Montréal      | 4e    | Marathon      | 2 h 15 min 9 s  |
| 1986  | Marathon international de Tokyo        | Tokyo         | 3e    | Marathon      | 2 h 8 min 39 s  |
| 1986  | Championnats du monde de cross-country | Colombier     | 2e    | Cross-country | 35 min 34 s     |
| 1986  | Marathon de Rotterdam                  | Rotterdam     | 1er   | Marathon      | 2 h 9 min 8 s   |
| 1986  | Marathon d'Addis-Abeba                 | Addis-Abeba   | 1er   | Marathon      | 2 h 16 min 9 s  |
| 1986  | Marathon de Montréal                   | Montréal      | 1er   | Marathon      | 2 h 10 min 30 s |
| 1987  | Marathon international de Tokyo        | Tokyo         | 3e    | Marathon      | 2 h 11 min 54 s |
| 1987  | Championnats du monde de cross-country | Varsovie      | 4e    | Cross-country | 36 min 53 s     |
| 1987  | Marathon de Paris                      | Paris         | 1er   | Marathon      | 2 h 11 min 9 s  |
| 1988  | Marathon international de Tokyo        | Tokyo         | 1er   | Marathon      | 2 h 8 min 33 s  |
| 1988  | Championnats du monde de cross-country | Auckland      | 5e    | Cross-country | 35 min 25 s     |
| 1988  | Marathon de Rotterdam                  | Rotterdam     | 4e    | Marathon      | 2 h 9 min 33 s  |
| 1988  | Marathon de Pékin                      | Pékin         | 1er   | Marathon      | 2 h 7 min 35 s  |
| 1989  | Marathon de Boston                     | Boston        | 1er   | Marathon      | 2 h 9 min 6 s   |
| 1990  | Championnats du monde de cross-country | Aix-les-Bains | 8e    | Cross-country | 34 min 49 s     |
| 1990  | Marathon de Rotterdam                  | Rotterdam     | 2e    | Marathon      | 2 h 11 min 52 s |
| 1991  | Marathon international de Tokyo        | Tokyo         | 1er   | Marathon      | 2 h 10 min 26 s |
| 1991  | Marathon de Boston                     | Boston        | 2e    | Marathon      | 2 h 11 min 22 s |
| 1991  | Marathon de Fukuoka                    | Fukuoka       | 4e    | Marathon      | 2 h 11 min 39 s |
| 1992  | Marathon de Boston                     | Boston        | 8e    | Marathon      | 2 h 13 min 9 s  |
| 1993  | Marathon international de Tokyo        | Tokyo         | 1er   | Marathon      | 2 h 12 min 0 s  |
| 1994  | Marathon international de Tokyo        | Tokyo         | 5e    | Marathon      | 2 h 12 min 13 s |
| 1994  | Marathon de Londres                    | Londres       | 2e    | Marathon      | 2 h 9 min 17 s  |
| 1994  | Marathon de Pékin                      | Pékin         | 2e    | Marathon      | 2 h 11 min 33 s |
| 1996  | Marathon du lac Biwa                   | Ōtsu          | 3e    | Marathon      | 2 h 11 min 55 s |
| 1996  | Marathon de Boston                     | Boston        | 6e    | Marathon      | 2 h 10 min 21 s |
| 1996  | Jeux olympiques d'été                  | Atlanta       | 81e   | Marathon      | 2 h 29 min 45 s |
| 1996  | Marathon de Pékin                      | Pékin         | 7e    | Marathon      | 2 h 13 min 21 s |
| 1997  | Marathon de Séoul                      | Séoul         | 3e    | Marathon      | 2 h 12 min 45 s |
| 1997  | Marathon de Rotterdam                  | Rotterdam     | 5e    | Marathon      | 2 h 8 min 46 s  |
| 1997  | Marathon de Chuncheon                  | Chuncheon     | 4e    | Marathon      | 2 h 10 min 27 s |
| 1998  | Marathon de Tibériade                  | Tibériade     | 2e    | Marathon      | 2 h 14 min 9 s  |
| 1998  | Marathon de Londres                    | Londres       | 5e    | Marathon      | 2 h 9 min 52 s  |
| 1998  | Bolder Boulder                         | Boulder       | 3e    | 10 kilomètres | 29 min 30 s     |
| 1998  | Marathon de San Diego                  | San Diego     | 7e    | Marathon      | 2 h 16 min 38 s |
| 1998  | Marathon de Berlin                     | Berlin        | 8e    | Marathon      | 2 h 12 min 13 s |
| 2000  | Marathon de Tibériade                  | Tibériade     | 5e    | Marathon      | 2 h 25 min 53 s |
| 2003  | Marathon d'Ottawa                      | Ottawa        | 8e    | Marathon      | 2 h 27 min 15 s |

### Piste
| Année | Compétition    | Lieu    | Place | Épreuve  | Temps          |
| ----- | -------------- | ------- | ----- | -------- | -------------- |
| 1987  | Jeux africains | Nairobi | 2e    | 10 000 m | 28 min 58 s 70 |

### Course en montagne
| no  | masculin      | Course               | Longueur | Départ          | Temps          |
| --- | ------------- | -------------------- | -------- | --------------- | -------------- |
| 1re | Médaille d'or | Sierre-Crans-Montana | 16,95 km | 27 juillet 1986 | 1 h 3 min 22 s |

## Records
| Épreuve       | Performance     | Date            | Lieu     |
| ------------- | --------------- | --------------- | -------- |
| 5 000 mètres  | 14 min 19 s 18  | 2 juillet 2004  | Warstein |
| 10 000 mètres | 28 min 58 s 70  | 7 août 1987     | Nairobi  |
| 5 kilomètres  | 14 min 2 s      | 7 juin 1998     | Gardena  |
| 10 kilomètres | 29 min 30 s     | 25 mai 1998     | Boulder  |
| 25 kilomètres | 1 h 18 min 55 s | 5 mai 2002      | Berlin   |
| Marathon      | 2 h 7 min 35 s  | 16 octobre 1988 | Pékin    |